# Културни центар Власотинце
Културни центар Власотинце је институција која се налази Власотинцу и која организује културно-уметничке програме у том граду. Формиран 1972. године и од тада даје велики допринос духовном животу општине.

## Историја
Културни центар Власотинце, одлуком Скупштине општине Власотинце формиран је 26. децембра 1972. године, као организација за основно ширење културе од ширег друштвеног значаја. Настао је спајањем Радничког универзитета Милош Диманић, Биоскопа 29. новембар и Књижнице и читаонице. Задаци Културног центра су били приказивање филмова, организовање приредби, пружање услуга књижнице, као и образовање одраслих кроз разне курсеве и обуке. 

### Раднички универзитетМилош Диманић
Своју делатност је вршио организовањем разних курсева, предавања, преко музичке и ауто школе и школе младих самоуправљача Милентије Поповић. У њему се одвијала и трговачка делатност, продаја штампе, лутрија, и продаја робе широке потрошње. Организовани су курсеви кројења и шивења, курс општенародне одбране, а касније и курсеви енглеског и информатике. Центар за обуку возача вршио је обуку возача за А и Б категорију и имао је своје инструкторе и возила. Културне манифестације које су се одвијале преко Радничког универзитета биле су Такмичење села, Сабор народног стваралаштва, Селу у походе, Летњи глас Власотинца, смотра рецитатора Јужноморавског региона Песниче народа мог. У саставу Културног центра био је до 1988. године. Након неколико година од одвајања Универзитет је престао да постоји.

### Књижница и читаоница
Располагала је солидним књижним фондом који је задовољавао потребе корисника њених услуга. Куповином и поклоном повећаван је њен фонд. У сарадњи са Заводом за заштиту споменика културе из Ниша 1979. године почела је рестаурација старе варошке куће познатије као Гигина кућа. Радови су завршени 1985. године и ту је пресељена библиотека. Библиотека је из састава Културног центра изашла 1998 године, постала је самостална установа културе и добила назив Народна библиотека Десанка Максимовић. Сарадња између Библиотеке и Културног центра траје и данас. 

### Биоскоп29. новембар
Биоскопска сала са 370 седишта коришћена је за културне догађаје свих врста. Поред приказивања филмова домаће и стране продукције ту су одржаване бројне културно-уметничке манифестације, зборови и конференције. Кинопродукција је из биоскопа ношена и у околна села. Биоскоп је и даље у саставу Кулрурног центра, његова сала је реновирана како би одговорио потребама савремене кинематографије.

### Завичајни музеј
Завичајни музеј отворен је за јавност 1979. године. За потребе Музеја адаптирана је административно управна зграда из времена турске владавине Кула, односно зграда Старе општине, која је 1985. године проглашена спомеником културе и под заштитом је Завода за заштиту споменика културе Ниш. Настајање музејског фонда започето је Старом српском графиком из периода од 16. до 19. века, Легат академског сликара и графичара професора Миодрага А. Нагорног. Збирка је антологијски избор и садржи дрворезе, бакрорезе, бакрописе и литографије. Завичајни музеј данас поседује археолошку, етнолошку и историјску збирку. Претпоставља се да је Турска кула саграђена у 18. веку.

## Културни центар данас
У саставу Културног центра данас се налази Завичајни музеј, Биоскоп и Информативни билтен Власина. Културни центар има своју Галерију у којој се организују ликовне изложбе, књижевне вечери, промоције књига, и Салу Културног центра – биоскоп, која се користи за пројекције филмова, одржавање скупова и приказивање представа. Културно-уметнички програм центра обогаћен је великим бројем изложби, промоцијама књига, књижевним сусретима, ликовним колонијама, као и курсевима и предавањима из разних области. Како би повећао квалитет пословања, Културни центар сарађује са многим културним и образовним установама, институцијама, месним заједницама, културним и ликовним ствараоцима.

### Билтен Власина
Први број часописа изашао је 1926. год. под називом Лист Власина. Покренули су га млади људи из удружења Виноградара из Власотинца и околних села. Са циљем да просветле народ. Лист је обрађивао теме из актуелне политичке, привредне, културне и друге делатности власотиначког краја. Током година, услед ратова и тешких времена прекидано је излажење Листа, али је стално обнављан његов рад. Данас излази под називом Билтен Власина у готово непромењеној форми. У саставу је Културног центра од 2002. године. Од његовог првог броја до данас, Билтен Власина је истовремено документација развоја Власотинца и околине.

## Награде
Културни центар има своје незаобилазно и истакнуто место у културној стварности Власотинца. За свој дугогодишњи рад је 1998. године добио Диплому Скупштине општине Власотинце.

## Издавачка делатност
- РОСУЉЦИ, поезија власотиначких песника, 1992.
- Власотинце / Лука Крстић, 1996.
- ВЛАСОТИНАЧКИ небосклони, 1997.
- Белешка о Власотинцу / [Тихомир Р. Ђорђевић], 1997.
- Културни центар Власотинца : првих тридесет година / Даница Валчић, 2002.
- Шишава и Шишавци / Велимир Стаменковић. 2003.  978-86-83805-14-3.
- ВЛАСОТИНАЧКИ зборник 1 . 2003.  978-86-83805-13-6.
- Мале боцке великог домета : афоризми / Срђан Јовановић. 2003.  978-86-83805-11-2.
- Јужни ветрови са Нехаја : песме / Звонко Ј. Стојиљковић. 2003.  978-86-83805-10-5.
- Зрење, песме / Слободанка Давинић. 2003.  978-86-83805-08-2.
- Kojekude : 1983-2003. : pesme / Srđan Milošević. 2003.  978-86-83805-09-9.
- Бесна кобила, роман / Раде Јовић. 2004.  978-86-83805-11-2.
- Споменици и спомен-обележја власотиначког краја / Велимир Стаменковић. 2004.  978-86-83805-25-9.
- Јабука сестринства, Невенка Д. Поповић. 2004.  978-86-83805-21-1.
- Ветровити трен : [збирка песама], Славица Анђелковић. 2004.  978-86-83805-17-4.
- Фудбалски клуб "Власина" : од Општинске до Друге савезне лиге, Станислав Л. Горуновић. 2004.  978-86-83805-16-7.
- Власотиначка гимназија, Велимир Стаменковић – Лима. 2004.  978-86-83805-20-4.
- Схватање судбине, Срба Такић. 2004.  978-86-83805-24-2.
- Горња Јабланица : људи и време : (прилози за студију) / Добросав Ж. Туровић. 2004.  978-86-83805-15-0.
- ВЛАСОТИНАЧКИ зборник 2 . 2006.  978-86-83805-26-6.
- Црнатово : прошлост и садашњост, Никола Митровић. 2007.  978-86-83805-27-3.
- Док потписујем нечије речи, Раде Јанков. 2009.  978-86-83805-28-0.
- Власотинце : Општина Власотинце, 2010.
- Нешто између : мисленик , Новица Јовић. 2010.  978-86-88257-00-8.
- Мисленик. 2, Трагови на ветру, Новица Јовић. 2013.  978-86-88257-11-4.
- Историја Власотинца и околине : од праисторије до 1941. године : (политичка монографија). 1 , Радивоје Б. Прикић. 2013.  978-86-83805-30-3.
- Мисленик. 3, Росуља под каменом, Новица Јовић. 2014.  978-86-88257-13-8.
- Кула од песка : кратке приче, Јасмина С. Милчић Митровић. 2015.  978-86-83805-32-7.
- Бог и двоног, Раде Јанков. 2015.  978-86-83805-31-0.
- Знак истине, Младен С. Цакић. 2016.  978-86-83805-33-4.

## Манифестације
- Лето у Власотинцу
- Ликовни салон
- Песнички час
- Ноћ музеја
- Градски оркестар
- Градска слава, дани Власотинца
- Фолклорни ансамбл Црниловић
- Дочек Православне Нове Године[3]